# Stävie socken
Stävie socken i Skåne ingick i Torna härad och området och är sedan 1971 en del av Kävlinge kommun, från 2016 inom Lackalänga-Stävie distrikt.
Socknens areal är 11,21 kvadratkilometer varav 11,12 land.  År 1994 fanns här 1 361 invånare.  En mindre del av tätorten Furulund samt kyrkbyn Stävie med sockenkyrkan Stävie kyrka ligger i socknen. 

## Administrativ historik
Socknen har medeltida ursprung. 
Vid kommunreformen 1862 övergick socknens ansvar för de kyrkliga frågorna till Stävie församling och för de borgerliga frågorna bildades Stävie landskommun. Landskommunen uppgick 1952 i Furulunds köping men med bibehållande av separat jordregister. Köpingen uppgick 1969 i Kävlinge köping som ombildades 1971 till Kävlinge kommun. Församlingen uppgick 1998 i Lackalänga-Stävie församling.
1 januari 2016 inrättades distriktet Lackalänga-Stävie, med samma omfattning som Lackalänga-Stävie församling hade 1999/2000 och fick 1998, och vari detta sockenområde ingår.
Socknen har tillhört län, fögderier, tingslag och domsagor enligt vad som beskrivs i artikeln Torna härad. De indelta soldaterna tillhörde Södra skånska infanteriregementet, Torna kompani och Skånska husarregementet, Hoby skvadron, Landskrona kompani.

## Geografi
Stävie socken ligger nordväst om Lund med Kävlingeån i nordväst. Socknen är en odlad slättbygd.

## Fornlämningar
Cirka 25 boplatser från stenåldern är funna.

## Namnet
Namnet skrevs i slutet av 1200-talet Staföghe och kommer från kyrkbyn. Efterleden innehåller hög. Förleden innehåller stav med oklar syftning..